# Xã Crosby, Quận Pine, Minnesota
Xã Crosby (tiếng Anh: Crosby Township) là một xã thuộc quận Pine, tiểu bang Minnesota, Hoa Kỳ. Năm 2010, dân số của xã này là 93 người.